# 2024年夏季奥林匹克运动会乒乓球比赛
2024年夏季奥林匹克运动会乒乓球比赛，是2024年夏季奥林匹克运动会的其中一个比赛大项，于2024年7月27日至8月10日在巴黎凡尔赛门展览馆进行。此次比赛共设5个小项，包括男子单打、女子单打、男子团体、女子团体以及上届奥运新设立的混合双打。

## 参赛资格
国际乒乓球联合会计划在该大项上分配共计172个参赛名额（男女各86个，不含替补），与上届比赛保持一致。每个代表团最多可派出3名男选手和3名女选手参加乒乓球项目（不含替补）。入选代表团的运动员必须符合奥林匹克宪章以及国际乒乓球联合会的相关规定。

### 单打及团体
每个代表团在每性别上最多可获得的团体席位为一个，获得团体席位的代表团可直接在对应性别上获得两个单打席位，每个代表团在每个单打小项上最多拥有两个席位。除透过团体资格赛获得的单打和团体席位分配给代表团外，其他单打席位分配给运动员。入选代表团某性别团体阵容的三名运动员当中，世界排名最高的两人默认直接获得单打的资格。
| 资格来源                                                        | 出線資格           | 出線名額                          | 男子 | 男子                                          | 女子 | 女子                                         | 備註 |
| 资格来源                                                        | 出線資格           | 出線名額                          | 单打 | 团体                                          | 单打 | 团体                                         | 備註 |
| --------------------------------------------------------------- | ------------------ | --------------------------------- | --- | --------------------------------------------- | --- | -------------------------------------------- | --- |
| 主辦國 · 2017年9月13日 · 秘魯利马                               | 不適用             | 3個男子參賽名額 3個女子參賽名額   | 法国（2） | 法国                                          | 法国（2） | 法国                                         | 空出的主办国席位将会依据对应项目的奥运排名重新分配。 |
| 大洋洲区团体和混合双打资格赛 · 2023年9月2日至3日 · 汤斯维尔     | 团体首名           | 3個男子參賽名額 3個女子參賽名額   | （2） |                                               | （2） |                                              | 任何空出的席位会依据团体奥运排名重新分配给同大洲排名最高的未获资格队伍。                                                                                  |
| 2023年亚洲乒乓球锦标赛 · 2023年9月3日至10日 · 平昌              | 团体首名           | 3個男子參賽名額 3個女子參賽名額   | 中国（2） | 中国                                          | 中国（2） | 中国                                         | 任何空出的席位会依据团体奥运排名重新分配给同大洲排名最高的未获资格队伍。                                                                                  |
| 2023年欧洲乒乓球锦标赛 · 2023年9月10日至17日 · 瑞典马尔默       | 团体首名           | 3個男子參賽名額 3個女子參賽名額   | 瑞典（2） | 瑞典                                          | 德国（2） | 德国                                         | 任何空出的席位会依据团体奥运排名重新分配给同大洲排名最高的未获资格队伍。                                                                                  |
| 2023年泛美乒乓球锦标赛 · 2023年9月10日至17日 · 古巴哈瓦那       | 北美区团体首名     | 3個男子參賽名額 3個女子參賽名額   | 加拿大（2） | 加拿大                                        | 美国（2） | 美国                                         | 任何空出的席位会依据团体奥运排名重新分配给同大洲排名最高的未获资格队伍。                                                                                  |
| 2023年泛美乒乓球锦标赛 · 2023年9月10日至17日 · 古巴哈瓦那       | 拉丁美洲区团体首名 | 3個男子參賽名額 3個女子參賽名額   | 巴西（2） | 巴西                                          | 巴西（2） | 巴西                                         | 任何空出的席位会依据团体奥运排名重新分配给同大洲排名最高的未获资格队伍。                                                                                  |
| 2023年非洲乒乓球锦标赛 · 2023年9月11日至17日 · 突尼西亞突尼斯城 | 团体首名           | 3個男子參賽名額 3個女子參賽名額   | 埃及（2） | 埃及                                          | 埃及（2） | 埃及                                         | 任何空出的席位会依据团体奥运排名重新分配给同大洲排名最高的未获资格队伍。                                                                                  |
| 2024年世界乒乓球团体锦标赛 · 2024年2月16日至25日 · 釜山         | 前8名              | 18個男子參賽名額 15個女子參賽名額 | 日本（2） · 丹麦（2） · 韩国（2） · 葡萄牙（2） · 中华台北（2） · 德国（2）                                                                                                   | 日本 · 丹麦 · 韩国 · 葡萄牙 · 中华台北 · 德国 | 韩国（2） · 中华台北（2） · 中国香港（2） · 罗马尼亚（2） · 日本（2）                                                                                                   | 韩国 · 中华台北 · 中国香港 · 罗马尼亚 · 日本 | 只有进入八强的未获资格队伍方可通过该途径获得奥运席位。 任何空出的席位会依据对应性别的团体奥运排名重新分配。                                               |
| 团体奥运排名 2024年3月                                          | 不適用             | 9個男子參賽名額 12個女子參賽名額  | 斯洛文尼亚（2） · 克罗地亚（2） · 印度（2） | 斯洛文尼亚 · 克罗地亚 · 印度                  | 泰国（2） · 波兰（2） · 印度（2） · 瑞典（2） | 泰国 · 波兰 · 印度 · 瑞典                    | 空出的席位会依据排名递补。 |
| 东南亚区单打资格赛 · 2024年5月8日至10日 · 泰國曼谷              | 首名               | 1個男子參賽名額 1個女子參賽名額   | 新加坡（1） | 不適用                                        | 新加坡（1） | 不適用                                       | 任何空出的名额会依据对应性别的单打奥运排名重新分配给同区域排名最高的未获资格选手。                                                                        |
| 大洋洲区单打资格赛 · 2024年5月10日 · 新喀里多尼亞努美阿         | 首名               | 1個男子參賽名額 1個女子參賽名額   | 新西兰（1） · 斐济（1） | 不適用                                        | 瓦努阿图（1） | 不適用                                       | 任何空出的名额会依据对应性别的单打奥运排名重新分配给同区域排名最高的未获资格选手。                                                                        |
| 南亚区单打资格赛 · 2024年5月13日至15日 · 尼泊尔加德满都         | 首名               | 1個男子參賽名額 1個女子參賽名額   | 尼泊尔（1） | 不適用                                        | 马尔代夫（1） | 不適用                                       | 任何空出的名额会依据对应性别的单打奥运排名重新分配给同区域排名最高的未获资格选手。                                                                        |
| 泛美区单打资格赛 · 2024年5月14日至18日 · 秘魯利马               | 前4名              | 4個男子參賽名額 4個女子參賽名額   | 阿根廷（1） · 墨西哥（1） · 美国（1） · 古巴（1） | 不適用                                        | 加拿大（1） · 智利（1） · 智利（1） · 墨西哥（1） | 不適用                                       | 任何空出的名额会依据对应性别的单打奥运排名重新分配给同区域排名最高的未获资格选手。                                                                        |
| 欧洲区单打资格赛 · 2024年5月15日至19日 · 萨拉热窝               | 前5名              | 5個男子參賽名額 5個女子參賽名額   | 波兰（1） · 希腊（1） · 摩尔多瓦（1） · 乌克兰（1） · 斯洛伐克（1） | 不適用                                        | 英国（1） · 荷兰（1） · 葡萄牙（1） · 葡萄牙（1） · 乌克兰（1） | 不適用                                       | 任何空出的名额会依据对应性别的单打奥运排名重新分配给同区域排名最高的未获资格选手。                                                                        |
| 西亚区单打资格赛 · 2024年5月16日至18日 · 伊拉克蘇萊曼尼亞       | 首名               | 1個男子參賽名額 1個女子參賽名額   | 约旦（1） | 不適用                                        | 黎巴嫩（1） | 不適用                                       | 任何空出的名额会依据对应性别的单打奥运排名重新分配给同区域排名最高的未获资格选手。                                                                        |
| 非洲区单打资格赛 · 2024年5月16日至18日 · 卢旺达吉佳利           | 前3名              | 3個男子參賽名額 3個女子參賽名額   | 尼日利亚（1） · 马达加斯加（1） · 阿尔及利亚（1） | 不適用                                        | 尼日利亚（1） · 喀麦隆（1） · 尼日利亚（1） | 不適用                                       | 任何空出的名额会依据对应性别的单打奥运排名重新分配给同区域排名最高的未获资格选手。                                                                        |
| 中亚区单打资格赛 · 2024年5月17日至19日 · 塔什干                 | 首名               | 1個男子參賽名額 1個女子參賽名額   | 伊朗（1） | 不適用                                        | 伊朗（1） | 不適用                                       | 任何空出的名额会依据对应性别的单打奥运排名重新分配给同区域排名最高的未获资格选手。                                                                        |
| 东亚区单打资格赛 未举行                                         | 首名               | 1個男子參賽名額 1個女子參賽名額   | 中国香港（1） | 不適用                                        | 朝鲜（1） | 不適用                                       | 任何空出的名额会依据对应性别的单打奥运排名重新分配给同区域排名最高的未获资格选手。                                                                        |
| 单打奥运排名 2024年6月11日                                      | 非洲区首名         | 1個男子參賽名額 1個女子參賽名額   | 尼日利亚（1） | 不適用                                        | 阿尔及利亚（1） | 不適用                                       | 任何空出的名额会依据对应性别的单打奥运排名重新分配给同区域排名最高的未获资格选手。                                                                        |
| 单打奥运排名 2024年6月11日                                      | 亚洲区首名         | 1個男子參賽名額 1個女子參賽名額   | （1） | 不適用                                        | 新加坡（1） | 不適用                                       | 任何空出的名额会依据对应性别的单打奥运排名重新分配给同区域排名最高的未获资格选手。                                                                        |
| 单打奥运排名 2024年6月11日                                      | 欧洲区首名         | 1個男子參賽名額 1個女子參賽名額   | 西班牙（1） | 不適用                                        | 摩纳哥（1） | 不適用                                       | 任何空出的名额会依据对应性别的单打奥运排名重新分配给同区域排名最高的未获资格选手。                                                                        |
| 单打奥运排名 2024年6月11日                                      | 泛美区首名         | 1個男子參賽名額 1個女子參賽名額   | 智利（1） | 不適用                                        | 波多黎各（1） | 不適用                                       | 任何空出的名额会依据对应性别的单打奥运排名重新分配给同区域排名最高的未获资格选手。                                                                        |
| 单打奥运排名 2024年6月18日                                      | 不適用             | 12个男子参赛名额 12个女子参赛名额 | 英国（1） · 罗马尼亚（1） · 伊朗（1） · 奥地利（1） · 罗马尼亚（1） · 波多黎各（1） · 比利时（1） · 厄瓜多尔（1） · 塞内加尔（1） · 波多黎各（1） · 卢森堡（1） · 比利时（1） | 不適用                                        | 奥地利（1） · 卢森堡（1） · 意大利（1） · 西班牙（1） · 匈牙利（1） · 克罗地亚（1） · 捷克（1） · 塞尔维亚（1） · 意大利（1） · 卢森堡（1） · 土耳其（1） · 乌克兰（1） | 不適用                                       | 国际乒乓球联合会在依据单打奥运排名分配名额时，会确保对应性别的参赛名额总数（含只参加混合双打小项的选手）不会超过86个。 任何空出的名额会依据排名重新分配。 |
| 外卡                                                            | 不適用             | 1个男子参赛名额 1个女子参赛名额   | 刚果共和国（1） | 不適用                                        | 圭亚那（1） | 不適用                                       | 符合外卡申请条件的国家/地区奥委会必须在2024年1月15日前提交提名名单。 空出的名额会依据对应性别的单打奥运排名重新分配。                                     |
| 總數                                                            |                    |                                   | 67 | 16队                                          | 67 | 16队                                         | |

### 混合双打
每个代表团最多只能拥有一个混合双打席位。所有席位分配给运动员。若获得某一性别团体小项的代表团同时也获得混合双打小项的资格，则代表团参加混合双打的选手也必须为对应性别团体小项的正选选手。
| 资格来源                                                        | 出線資格       | 出線名額            | 混合双打                                   | 備註                                                                                                |
| --------------------------------------------------------------- | -------------- | ------------------- | ------------------------------------------ | --------------------------------------------------------------------------------------------------- |
| 主辦國 · 2017年9月13日 · 秘魯利马                               | 不適用         | 1個混合雙打參賽名額 | 法国                                       | 主办国席位默认分配给2024年5月7日奥运排名最高的主办国组合。 空出的主办国名额会依据奥运排名重新分配。 |
| 2023年歐洲運動會 · 2023年6月21日至7月2日 · 波蘭克拉科夫         | 首名           | 1個混合雙打參賽名額 | 德国                                       | 空出的名额会依据奥运排名重新分配给同大洲排名最高的未获资格组合。                                    |
| 大洋洲区团体和混合双打资格赛 · 2023年9月2日至3日 · 汤斯维尔     | 首名           | 1個混合雙打參賽名額 |                                            | 空出的名额会依据奥运排名重新分配给同大洲排名最高的未获资格组合。                                    |
| 2023年亚洲乒乓球锦标赛 · 2023年9月3日至10日 · 平昌              | 首名           | 1個混合雙打參賽名額 | 中国                                       | 空出的名额会依据奥运排名重新分配给同大洲排名最高的未获资格组合。                                    |
| 2023年非洲乒乓球锦标赛 · 2023年9月11日至17日 · 突尼西亞突尼斯城 | 首名           | 1個混合雙打參賽名額 | 埃及                                       | 空出的名额会依据奥运排名重新分配给同大洲排名最高的未获资格组合。                                    |
| 2023年泛美運動會 · 2023年10月20日至11月5日 · 智利圣地亚哥       | 北美区首名     | 1個混合雙打參賽名額 | 古巴                                       | 空出的名额会依据奥运排名重新分配给同大洲排名最高的未获资格组合。                                    |
| 2023年泛美運動會 · 2023年10月20日至11月5日 · 智利圣地亚哥       | 拉丁美洲区首名 | 1個混合雙打參賽名額 | 巴西                                       | 空出的名额会依据奥运排名重新分配给同大洲排名最高的未获资格组合。                                    |
| 世界混合双打资格赛 · 2024年4月11日至12日 · 捷克哈维若夫         | 首名           | 4個混合雙打參賽名額 | 朝鲜 · 中国香港 · 西班牙 · 瑞典            | 空出的名额会依据奥运排名重新分配。                                                                  |
| 混合双打奥运排名 2024年5月7日                                   | 不適用         | 5個混合雙打參賽名額 | 日本 · 韩国 · 罗马尼亚 · 中华台北 · 匈牙利 | 空出的名额会依据排名递补。                                                                          |
| 總數                                                            |                |                     | 16队                                       | |

## 参赛代表团
以下是参加乒乓球项目的代表团名单：
- 阿尔及利亚（2）
- 阿根廷（1）
- 奥地利（2）
- （6）
- 比利时（2）
- 巴西（6）
- 加拿大（4）
- 中国（6）
- 智利（3）
- 刚果共和国（1）
- 喀麦隆（1）
- 克罗地亚（4）
- 古巴（3）
- 捷克（1）
- 丹麦（3）
- 厄瓜多尔（1）
- 埃及（7）
- 西班牙（2）
- 斐济（1）
- 法国（6）
- 英国（2）
- 德国（7）
- 希腊（1）
- 圭亚那（1）
- 中国香港（4）
- 匈牙利（3）
- 印度（6）
- 伊朗（3）
- 意大利（2）
- 约旦（1）
- 日本（6）
- （1）
- 韩国（6）
- 黎巴嫩（1）
- 卢森堡（3）
- 马达加斯加（1）
- 摩尔多瓦（1）
- 马尔代夫（1）
- 墨西哥（2）
- 摩纳哥（1）
- 荷兰（1）
- 尼泊尔（1）
- 尼日利亚（4）
- 朝鲜（3）
- 波兰（5）
- 葡萄牙（5）
- 波多黎各（3）
- 罗马尼亚（5）
- 塞内加尔（1）
- 新加坡（3）
- 斯洛文尼亚（3）
- 塞尔维亚（1）
- 斯洛伐克（1）
- 瑞典（6）
- 泰国（3）
- 中华台北（6）
- 土耳其（1）
- 乌克兰（3）
- 美国（4）
- 瓦努阿图（1）

## 赛程
以下是乒乓球项目的具体赛程安排：
| P | 预赛、第1轮、第2轮、第3轮 | ¼ |  | ½ | 半决赛 | F | 决赛 |

| 日期→项目↓ | 2024年7月   | 2024年7月   | 2024年7月   | 2024年7月   | 2024年7月   | 2024年8月  | 2024年8月  | 2024年8月  | 2024年8月  | 2024年8月  | 2024年8月  | 2024年8月  | 2024年8月  | 2024年8月  | 2024年8月  | 2024年8月  | 2024年8月  | 2024年8月   |
| 日期→项目↓ | 27日 （六） | 28日 （日） | 29日 （一） | 30日 （二） | 31日 （三） | 1日 （四） | 2日 （五） | 3日 （六） | 4日 （日） | 5日 （一） | 6日 （二） | 6日 （二） | 7日 （三） | 7日 （三） | 8日 （四） | 8日 （四） | 9日 （五） | 10日 （六） |
| ---------- | ----------- | ----------- | ----------- | ----------- | ----------- | ---------- | ---------- | ---------- | ---------- | ---------- | ---------- | ---------- | ---------- | ---------- | ---------- | ---------- | ---------- | ----------- |
| 男子单打   | P           | P           | P           | P           | P           | ¼          | ½          |            | F          |            |            |            |            |            |            |            |            |             |
| 男子团体   |             |             |             |             |             |            |            |            |            | P          | P          | ¼          | ¼          | ½          | ½          |            | F          |             |
| 女子单打   | P           | P           | P           | P           | P           | ¼          | ½          | F          |            |            |            |            |            |            |            |            |            |             |
| 女子团体   |             |             |             |             |             |            |            |            |            | P          | P          | ¼          | ¼          | ¼          |            | ½          |            | F           |
| 混合双打   | P           | ¼           | ½           | F           |             |            |            |            |            |            |            |            |            |            |            |            |            |             |

## 奖牌榜
*   主办国家/地区（法国）
| 排名                     | 国家 / 地区              | 金牌 | 銀牌 | 銅牌 | 总计 |
| ------------------------ | ------------------------ | ---- | ---- | ---- | ---- |
| 1                        | 中国（CHN）              | 5    | 1    | 0    | 6    |
| 2                        | 瑞典（SWE）              | 0    | 2    | 0    | 2    |
| 3                        | 日本（JPN）              | 0    | 1    | 1    | 2    |
| 4                        | 朝鲜（PRK）              | 0    | 1    | 0    | 1    |
| 5                        | 法国（FRA）*             | 0    | 0    | 2    | 2    |
| 5                        | 韩国（KOR）              | 0    | 0    | 2    | 2    |
| 总计（共6个国家 / 地区） | 总计（共6个国家 / 地区） | 5    | 5    | 5    | 15   |

## 奖牌得主
| 项目              | 金牌                                 | 银牌                                                                | 铜牌                                                        |
| 男子单打 （詳細） | 樊振東 · 中国（CHN）                 | 特魯爾斯·莫雷加德 · 瑞典（SWE）                                     | 費利克斯·勒布倫 · 法国（FRA）                               |
| 男子团体 （詳細） | 中国（CHN） · 樊振東 · 王楚欽 · 馬龍 | 瑞典（SWE） · 安東·謝爾貝里 · 特魯爾斯·莫雷加德 · 克里斯蒂安·卡爾松 | 法国（FRA） · 亞歷克西·勒布倫 · 費利克斯·勒布倫 · 西蒙·高茨 |
|                   |                                      |                                                                     |                                                             |
| 女子单打 （詳細） | 陳夢 · 中国（CHN）                   | 孫穎莎 · 中国（CHN）                                                | 早田希娜 · 日本（JPN）                                      |
| 女子团体 （詳細） | 中国（CHN） · 孫穎莎 · 王曼昱 · 陳夢 | 日本（JPN） · 早田希娜 · 平野美宇 · 張本美和                        | 韩国（KOR） · 申裕斌 · 田志希 · 李恩惠                      |
|                   |                                      |                                                                     |                                                             |
| 混合双打 （詳細） | 中国（CHN） · 王楚欽 · 孫穎莎        | 朝鲜（PRK） · 李正植 · 金琴英                                       | 韩国（KOR） · 林鐘勳 · 申裕斌                               |